# Eduardo Aznar
Eduardo de Aznar y de la Sota, marqués de Bérriz (Sevilla 13 de octubre de 1830-Bilbao, 15 de junio de 1902), fue un naviero, industrial y político español, fundador y patriarca del clan Aznar, familia bilbaína de navieros. Fue uno de los principales protagonistas e impulsores de la revolución industrial en el País Vasco y resto de España, durante el siglo XIX, junto con José Antonio de Ybarra, Víctor Chávarri, José María Martínez de las Rivas, Estanislao de Urquijo o su primo Ramón de la Sota.

## Biografía
De familia de militares, su abuelo, Andrés de Aznar y Aznar (1723-1797), fue teniente general de los Reales Ejércitos. Era hijo del brigadier de artillería de la Armada española Juan de Aznar y Galluzo (1771-1835), y de la vizcaína Rogelia de la Sota y Álvarez de Llano (1802-1850). Los Aznar (apellido de origen aragonés) procedían de Búbal en el Valle de Tena, Huesca, y eran de condición hidalga o noble, por consiguiente, pudieron acceder a la carrera militar. Esta circunstancia le llevó a nacer en Sevilla, donde su padre era Director de la Real Maestranza. Hijo único y huérfano de padre desde temprana edad, vivió siempre en Bilbao muy unido a su familia materna.
Al no seguir los pasos de su estirpe en el Ejército, escogió una profesión con tradición y un gran futuro en el Bilbao de la segunda mitad del siglo XIX, la de corredor marítimo. Ya en 1861 había iniciado junto a Salustiano Zubiria Echeandía (cuñado de Luciano Urizar y tío de Tomás de Zubiría Ybarra)  la correduría marítima "Aznar y Zubiria". Asociado primero con su tío Alejandro de la Sota (1820-1909) tan solo diez años mayor que él, de hecho el grupo industrial se denominó Sota y Aznar por respeto al tío, y después asociado con el hijo mayor de este su primo hermano Ramón de la Sota y Llano (1857-1936), fundó numerosas y diversas empresas, las más relevantes fueron:
La Compañía Naviera Sota y Aznar, tras la Guerra Civil pasaría a denominarse Naviera Aznar, la Compañía Euskalduna de Construcción y Reparación de Buques, y la Compañía Siderúrgica del Mediterráneo en Sagunto, Valencia. Fue también propietario de numerosas minas de hierro en toda España: Compañía Minera de Setares en Cantabria y País Vasco (en el concejo de Sopuerta), Minas de Sierra Alhamilla (Almería) o Menera (Teruel). Varias compañías de ferrocarril, Remolcadores Ibaizabal, Compañía de Seguros la Polar, sector eléctrico, Banco del Comercio y otras sociedades. Según expertos en historia económica española, el Grupo Sota y Aznar está considerado uno de los más importantes de su tiempo, junto con los grupos empresariales de las familias Ybarra, Comillas-Güell y Urquijo.
En 1886 fundó la Cámara de Comercio de Bilbao y en 1898 impulsó la creación de la Unión Minera de España. Fue Presidente de la Asociación de Navieros Bilbaínos y de la Liga Marítima Española. En lo que respecta a su actividad política, se adscribió al Partido Conservador siendo elegido Senador por Burgos en las legislaturas de 1899 y 1901. En 1891 le fue concedida la Gran Cruz del Mérito Naval. 
La reina regente, María Cristina de Habsburgo-Lorena, le otorgó el título nobiliario de marqués de Bérriz en 1900, Eduardo de Aznar poseía un palacio en dicha localidad del Duranguesado de Vizcaya. En 1859 se casó en Bilbao con Luisa Tutor y Fuentes, natural de Matanzas en Cuba, y tuvieron tres hijos varones. Los hermanos Aznar y Tutor: Eduardo II marqués de Bérriz (1860-1908), Luis María (1862-1929) y Alberto I marqués de Zuya (1865-1923), los tres heredaron la adscripción política de su padre vinculada al conservadurismo monárquico y fueron diputados y senadores del Partido Conservador, además de relevantes navieros e industriales de su época. Alberto de Aznar y Tutor, el menor de sus tres hijos, fue creado marqués de Zuya en 1920 por el Rey Alfonso XIII. El patriarca de los Aznar falleció en Bilbao el 15 de junio de 1902.
Tras la prematura muerte del hijo mayor fue su segundo hijo Luis María de Aznar, alternando entre Madrid y Bilbao, y sus descendientes los que llevaron el peso y dirección de la mayor parte de los negocios de la familia, además fue Luis María quién continuó siendo socio de su tío Ramón de la Sota. En particular, sus hijos José Luis (1896-1951) y Juan Antonio de Aznar y Zavala (1901-1972) y el hijo primogénito del primero, Eduardo de Aznar y Coste, marqués de Lamiaco (1920-1981). Luis María, contrajo matrimonio en Bilbao en 1895 con Encarnación de Zavala y Arellano (1871-1939), hija del ínclito político liberal, padre de la provincia de Vizcaya, diputado a Cortes, vicepresidente del Senado y senador vitalicio, Martín de Zavala y Andirengoechea (1838-1929). Tuvieron cuatro hijos varones; José Luís, Ignacio, Juan Antonio y Javier, de José Luis y Juan Antonio salen las ramas Aznar Coste y Aznar Ybarra. 
La naviera Sota y Aznar, luego Aznar, llegó a ser la mayor de España, y una de las más importantes y acreditadas de Europa. Las buenas relaciones entre los Aznar y los Sota desaparecieron a raíz de la crisis industrial de los años 30, la muerte del nuevo patriarca de los Aznar, Luis Mª, en 1929 y, sobre todo, debido a las diferencias ideológicas entre ambas familias. Mediante un juicio neutral en Londres durante los últimos años 1930, en plena guerra civil española, la familia Aznar partidaria del bando nacional, logró hacerse con el control de la flota que la familia Sota había puesto al servicio de la causa republicana por ser estos afines al nacionalismo vasco. Los tribunales británicos fallaron la devolución de los barcos varados por Sota en el Reino Unido. Ramón de la Sota y Llano fue uno de los principales impulsores del Partido Nacionalista Vasco.
La Naviera Aznar en ese momento estaba formada por 44 barcos, siendo la mayor flota mercante de España, con más de 175.000 toneladas de Registro Bruto (G.R.), entre los que figuraban los buques mercantes de mayor tonelaje españoles. La cuarta parte, aproximadamente, estaba constituida por modernísimas motonaves, construidas recientemente en los astilleros de Euskalduna, donde además de barcos, también se hacían automóviles, material ferroviario, cubiertas de puentes, calderas, etc. Este colosal grupo industrial, encabezado por la Naviera Aznar, estaba liderado por José Luís de Aznar y Zavala, nieto del fundador y una de las personalidades con mayor fortuna e influencia de su época y su hermano Juan Antonio. La prematura e inesperada muerte de José Luis, a los 54 años en 1951, hizo que su hermano pasara a ocupar la presidencia de la naviera hasta su muerte en 1972 y su joven hijo primogénito Eduardo ocupara la gerencia de la misma, así como la presidencia desde el fallecimiento de su tío. Los Aznar también fundaron una compañía de seguros, la Nacional Hispánica Aseguradora, y se convirtieron en accionistas mayoritarios  de Bodegas marqués de Riscal. De igual modo, después de la guerra civil el grupo Aznar quedó vinculado al Banco Urquijo, el principal Banco industrial de España, del que la familia Aznar formaba parte de sus principales accionistas y de su consejo de administración.
La Naviera Aznar, desapareció a principios de los años ochenta como consecuencia de una mala gestión que coincidió con la grave crisis económica e industrial, derivada de la crisis del petróleo iniciada en 1973. Sin embargo, otro miembro de esta familia de navieros bilbaínos, Alejandro de Aznar y Sáinz, hijo y hermano del actual marqués de Lamiaco, perteneciente a la V generación de la familia y, por consiguiente, tataranieto del fundador, continúa la saga siendo un destacado naviero.